# Lycosa articulata
Lycosa articulata är en spindelart som beskrevs av Costa 1875. Lycosa articulata ingår i släktet Lycosa och familjen vargspindlar.
Artens utbredningsområde är Israel. Inga underarter finns listade i Catalogue of Life.